# لورا نيلسون هال
لورا نيلسون هال (بالإنجليزية: Laura Nelson Hall)‏ هي ممثلة أمريكية، ولدت في 11 يوليو 1876 في فيلادلفيا في الولايات المتحدة، وتوفيت في 11 يوليو 1936 في نيو روتشيل في الولايات المتحدة.

## وصلات خارجية
- لورا نيلسون هال على موقع IMDb (الإنجليزية)
- لورا نيلسون هال على موقع قاعدة بيانات برودواي على الإنترنت (الإنجليزية)